# Всеукраїнська Рада робітничих депутатів
Всеукраїнська Рада робітничих депутатів — виборна національна організація українських робітників. Створена 27(14) липня 1917 року на Всеукраїнському робітничому з'їзді в Києві. Після гострої дискусії щодо принципу її формування (територіального чи партійного) дійшли компромісу: 75 членів (52 — від УСДРП та 23 — від УПСР) обрали від територій, а 25 — від партій, персонально (18 — від УСДРП і 7 — від УПСР). 28(15) липня 1917 відбулося її перше засідання, були обрані Виконком з 20 членів (14 — від УСДРП та 6 — від УПСР) та президія Виконкому (I. Маєвський, М. Порш та В. Довженко). Рада в повному складі увійшла до УЦР (члени президії її Виконкому — до Малої ради). Першим документом ради стала її «Декларація», звернена до робітників України.